# Navaluenga
Navaluenga es un municipio y localidad española de la provincia de Ávila, en la comunidad autónoma de Castilla y León. El término municipal tiene una población de 2172 habitantes (INE 2024).

## Geografía
Navaluenga se halla situada en la vega del valle del Alberche, en las estribaciones de la sierra de Gredos y en su cara norte, a una altitud de 763 m sobre el nivel del mar

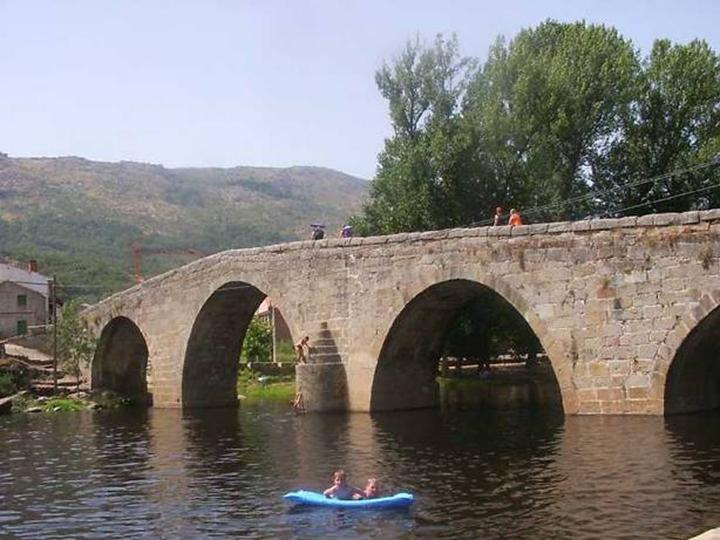
Puente sobre el río Alberche

El río Alberche cruza su término de oeste a este y a su paso por el pueblo forma las piscinas naturales que empiezan por encima del puente románico y se prolongan por debajo del puente nuevo. Por el sur, se levanta la sierra del Valle, prolongación de la de Gredos y donde nacen las gargantas del Rollar, Gargantilla, Chivetiles, Raios, Maguillo y la Cabrera, con aguas muy limpias y lugares increíbles donde alternan los prados y las huertas con vegetación frondosa de robles, fresnos, nogales y castaños. 
Se sitúa a 40 km de la capital de provincia y a unos 100 km de Madrid, en la comarca del Alberche. Tiene una superficie de 7400 ha y limita con los términos municipales de Navalmoral de la Sierra, San Juan de la Nava, El Barraco, La Adrada, Piedralaves y Burgohondo.
| Noroeste: Navalmoral de la Sierra  | Norte: San Juan de la Nava | Noreste: San Juan de la Nava |
| Oeste: Burgohondo                  |                            | Este: El Barraco             |
| Suroeste: Burgohondo y Piedralaves | Sur: Piedralaves           | Sureste: La Adrada           |

## Historia
Hacia mediados del siglo XIX, el lugar tenía contabilizada una población de 913 habitantes. Aparece descrito en el decimosegundo volumen del Diccionario geográfico-estadístico-histórico de España y sus posesiones de Ultramar de Pascual Madoz de la siguiente manera:

NAVALUENGA: l. con ayunt. de la prov. y dióc. de Avila (5 leg.), part. jud. de Cebreros (4), aud. terr. de Madrid (18), c. g. de Castilla la Vieja (Valladolid 30). sit. entre la sierra de Avila y la de Piedralabes, y en el barranco que forma la abadía de Burgohondo, le combanten bien los vientos, y su clima es propenso, por lo comun, á reumas y tercianas: tiene 200 casas de mala construccion, distribuidas en varias calles y una plaza, hay casa de ayunt. que sirve á la par de cárcel, escuela de instruccion primaria comun á ambos sexos, cuyo maestro está dotado con 1,600 rs., y una igl. parr. (Ntra. Sra. de los Villares), con curato de primer ascenso y de presentacion de S. M.; hay dos ermitas, Ntra. Sra. de la Concepcion y San Bartolomé, ambas con culto público á espensas de los devotos: el cementerio está en paraje que no ofende la salud pública; y los vecinos se surten de aguas para sus usos de las de una fuente que hay en las inmediaciones del pueblo: el térm. confina N. y E. San Juan de la Nava; S. Piedralabes, y 0. Burgohondo. Se estiende 1/2 leg. por N. E. y O., y una por S., y comprende montes de pinos, encinas, robles y otros arbustos; y varios prados con buenos pastos: atraviesa el térm. el r. Alberche, que pasa inmediato al pueblo, y dos arrojuelos de poca consideracion: el terreno es de mediana calidad: caminos los que dirigen á los pueblos limítrofes, en regular estado: el correo se recibe en Avila. prod. trigo, cebada, centeno, algarrobas, legumbres, hortalizas, frutas y lino: mantiene ganado lanar, vacuno, cabrio y de cerda: cria caza de conejos, perdices y otras aves, y pesca de truchas, anguilas, bogas, barbos y cachos. ind.. la agrícola, arriería y dos molinos harineros. El comercio: está reducido á la esportacion de los frutos sobrantes é importacion de los artículos de que se carece. pobl.: 196 vec., 913 alm. cap. prod.: 1.660,650 rs. imp.: 66,426. ind. y fabr.: 7,250. contr.: 12,198 rs. con 4 mrs.
(Madoz, 1849, p. 63)

## Demografía
Navaluenga cuenta con una población de 2172 habitantes (INE 2024).
| Gráfica de evolución demográfica de Navaluenga entre 1842 y 2021                                                      |
| |
| Población de derecho según los censos de población del INE. Población de hecho según los censos de población del INE. |